# Gloria Marín
Gloria Ramos Luna (* 19. April 1919 in Mexiko-Stadt; † 13. April 1983 ebenda) war eine mexikanische Schauspielerin, die in ihrem Heimatland während der Glanzzeiten des mexikanischen Kinos als „La precoz Glorina“ bekannt war.

## Leben
Marín, Tochter der Tänzerin und Sängerin Laura Marín und des Industriellen Pedro Méndez Armendáriz begann ihre Bühnenkarriere im Kindesalter an der Seite ihrer Mutter, die sie schon früh in ihrer Theatergruppe einsetzte und in den Spielstätten der mexikanischen Hauptstadt als „La precoz Glorina“ präsentierte. Später erhielt Marín durch ihre Bühnenbekanntschaft mit Joaquín Pardavé die Gelegenheit zu ihrer ersten Kinorolle, für die sie allerdings mehrere Kilogramm abnehmen musste. Mit 15 Jahren heiratete Marín den Spediteur Arturo Vargas; später lebte sie mit dem „Crooner von Mexiko“ Fernando Fernández zusammen, bevor sie den Schauspieler Abel Salazar kennenlernte. Zwischen 1938 und 1941 drehte sie achtzehn Filme, unter anderem El gendarme desconocido mit Cantinflas und neben Jorge Negrete in ¡Ay Jalisco, no te rajes!. Mit Negrete lebte sie von nun an elf Jahre zusammen; auch war er häufiger Co-Star ihrer Filme.
Für ihre Rolle in Si Adelita se fuera con otro wurde Marín für den Premio Ariel nominiert, verlor aber gegen María Félix. Großes Lob erhielt sie auch für ihre Darstellung in Qué hombre tan simpático neben Fernando Soler. Privat kehrte sie in den 1950er Jahren zu Salazar zurück, den sie 1958 heiratete. 1951 hatte sie eine Tochter, Gloria Virginia Ramos, bekommen. Mit Beginn der 1960er Jahre wurde sie, weiterhin Filmangebote akzeptierend, zu einem Fernsehstar bis zu ihrem Tod; sie spielte u. a. Rollen in La hiena, Hermanos Coraje, Debiera haber obispas, Tan cerca del cielo und La jaula de cristal. In der beachteten Serie Mundo de juguete spielte sie die Rolle der Mutter Oberin.

## Filmografie (Auswahl)
- 1938: Los millones de Chaflán
- 1941: La gallina clueca
- 1942: La Virgen que forjó una patria
- 1954: Der Coyote (El Coyote)
- 1954: Die Rache des Coyoten (La justícia del Coyote)
- 1978: In der Falle (En la trampa)
- 1984: Cruz de olvido